# Ахпаров, Нурлан Нуркинович
Нурлан Нуркинович Ахпаров (12 февраля 1959 года — 9 октября 2021 года) — советский и казахстанский специалист в области медицины, Доктор медицинских наук, Профессор, «Отличник здравоохранения Республики Казахстан», главный внештатный детский хирург Министерства здравоохранения Республики Казахстан.

## Биография
Родился 12 февраля 1959 года в селе Кетмень Уйгурского района Алматинской области. Отец Ахпаров Нуркин работал Главным Бухгалтером в сельском потребительском обществе. Мать Ахметова Рахилям была Заведующей сельским универмагом. Нурлан первенец в семье, старший из трех братьев и трех сестер: Алиям, Адисям, Надиям, Ерлан, Ролан.
С 1976 по 1982 год учился в Алматинском медицинском университете. После окончания в 1982 году педиатрического факультета АГМИ прошёл годичную интернатуру на базе Алматинской областной детской клинической больницы.
В 1997 году защитил кандидатскую диссертацию на тему «Диагностика и хирургическое лечение недостаточности илеоцекального запирательного аппарата у детей». В 2007 году — защитил докторскую диссертацию на тему «Патогенетическое обоснование хирургического лечения хронического колостаза с гипоганглиозом стенки толстой кишки».
Скончался 9 октября 2021 года.

## Трудовая деятельность
1. 1983—1990 — детский хирург Алматинской областной детской клинической больницы
2. 1990—1992 — прошёл двухгодичную клиническую ординатуру по детской хирургии на базе Алматинского института усовершенствования врачей
3. 1992—1994 — заведующий отделением детской хирургии и главный внештатный детский хирург Алматинской области
4. 1994—2021 — заведующий отделением детской хирургии, старший научный сотрудник, главный научный сотрудник и руководитель отдела детской хирургии Научного центра педиатрии и детской хирургии

## Научная деятельность
Автор 20 предпатентов на изобретение, двух рационализаторских предложений, опубликовано 300 научных работ, среди которых 3 монографии и руководство для врачей. Под его руководством защищены 1 докторская и 2 кандидатские диссертации. За эти годы он провёл более 10 000 операций. Ахпаров Н. Н. впервые внедрил 21 вид операций в Республике Казахстан.
Ахпаровым Н. Н. разработаны, усовершенствованы и успешно внедрены в практику следующие новые хирургические вмешательства и методы лечения у детей:
• задне-сагиттальная аноректоуретровагинопластика при аноректальной мальформации;
трансанальное устранение Н-фистулы у девочек;
• полная урогенитальная мобилизация при персистирующей клоаке у девочек; — эзофагофундопликация по Талю и по Тупету;
• модифицированы методы хирургического лечения болезни Гиршпрунга и идиопатического мегаректосигмоида у детей;
• экстирпация пищевода с одномоментной колоэзофагопластикой, пластика пищевода целым желудком с проведением трансплантата в заднем средостении;
1. Способ наложения энтеро-энтероанастомоза у детей Номер инновационного патента: 30629
2. Способ пилоропластики у детей Номер инновационного патента: 29703
3. Способ предварительной диагностики гастроэзофагеальной рефлюксной болезни у детей Номер инновационного патента: 27129
4. Способ диагностики гастроэзофагеальной рефлюксной болезни у детей Номер инновационного патента: 22564
5. Способ наложения анастомоза при мегаректуме у детей Номер инновационного патента: 22413
6. Способ нутритивной поддержки у новорожденных с врожденными пороками развития желудочно-кишечного тракта в послеоперационном периоде Номер инновационного патента: 22257
7. Способ наложения кишечного анастомоза Номер инновационного патента: 21647
8. Способ наложения колостомы у детей Номер предварительного патента: 18954
9. Способ хирургического лечения болезни Пайра у детей Номер предварительного патента: 14969
10. Способ наложения концевой колостомы Номер предварительного патента: 14753
11. Способ хирургического лечения колоноптоза у детей Номер предварительного патента: 11776
12. Способ наложения инвагинационного конце-бокового тонко-толстокишечного анастомоза у детей Номер предварительного патента: 5446

## Награды и звания
1. Кандидат медицинских наук (1997) Тема: «Диагностика и хирургическое лечение недостаточности илеоцекального запирательного аппарата у детей».
2. Доктор медицинских наук (2007) Тема: «Патогенетическое обоснование хирургического лечения хронического колостаза у детей с гипоганглиозом стенки толстой кишки».
3. Почетный профессор «Cincinnati Children’s Hospital Medical Center», США (2007)
4. Академик Европейской академии наук (2017)
5. «Отличник здравоохранения Республики Казахстан» (2005)
6. Лауреат премии «Ильхам» клуба меценатов Казахстана в номинации «Наука» (2007)
7. Лауреат Республиканской премии «Народный герой» в номинации «За верность профессии» (2009)
8. Медаль имени Роберта Коха (2016)
9. Орден Александра III за особый вклад в медицине (2017)
10. Орден «Курмет» (Указ Президента РК от 3 декабря 2020 г.)

## Ссылка
1. http://eanw.info/enzilkopedia/ahparov-nurlan.html
2. https://forbes.kz/news/2021/10/10/newsid_260642
3. https://kzpatents.com/patents/ahparov-nurlan-nurkinovich
4. https://pediatria.kz/otdelenie-detskoj-khirurgii.html
5. https://tengrinews.kz/kazakhstan_news/ushel-iz-jizni-vyidayuschiysya-detskiy-hirurg-nurlan-ahparov-450791/